# Nuvemshop
A Nuvemshop (em espanhol: Tiendanube) é uma plataforma de e-commerce fundada na Argentina em 2011, com operações no Brasil, Argentina, Chile, Colômbia e México. A empresa oferece serviços de criação e hospedagem de site de vendas, isto é, lojas virtuais, no modelo Software as a Service (SaaS), voltados principalmente para pequenos e médios empreendedores.
A Nuvemshop foi criada como parte de uma disciplina do curso de Engenharia de Informática do Instituto Tecnológico de Buenos Aires (ITBA).  Atualmente, mais de 140 mil lojistas utilizam a plataforma e a receita total de vendas já ultrapassou a 3,3 bilhões de reais.

## História da empresa
A Nuvemshop foi fundada em 2011 pelos argentinos Santiago Sosa, Alejandro Vázquez, Martín Palombo e Alejandro Alonso, inspirada em um projeto do curso de Engenharia de Informática do Instituto Tecnológico de Buenos Aires (ITBA).
Em 2012, após um aporte de 300.000 dólares de um investidor anjo, a Nuvemshop expandiu suas operações no Brasil. Nos anos seguintes, a empresa continuou a crescer, recebendo novos aportes financeiros, como US$ 600.000, do fundo brasileiro Trindade Investimentos e US$ 2,75 milhões, em 2014, liderado pela Kaszek.
Em 2017, a Nuvemshop captou R$ 24 milhões em uma nova rodada de investimentos, liderada pela Elevar Equity junto a IGNIA, Kaszek Ventures, NXTP Labs e FJ Labs. No mesmo ano, a empresa foi eleita a melhor plataforma de e-commerce pela ABComm (Associação Brasileira de Comércio Eletrônico). Esse reconhecimento foi reiterado em 2019 e 2020, quando a Nuvemshop recebeu novamente o prêmio de melhor plataforma de e-commerce pela ABComm.
Em 2020, a empresa atraiu um novo investimento de aproximadamente de R$ 170 milhões, liderada pelos fundos Qualcomm Ventures e Kaszek Ventures, com participação de FJ Labs, IGNIA, Elevar Equity e de um novo investidor, Kevin Efrusy.  No mesmo ano, a Nuvemshop lançou suas operações no México.
Em 2021, a empresa recebeu um aporte de R$ 500 milhões, liderado pelo fundo global Accel Partners e se tornou um unicórnio após uma rodada de investimento de R$ 2,6 bilhões.
Em 2022, a Nuvemshop expandiu seus serviços com o lançamento da Nuvemshop Next, voltada para lojistas com faturamento superior a R$ 100 mil reais mensais, e a Nuvem, uma solução de checkout para facilitar a jornada de compra dos clientes. No mesmo ano, a empresa iniciou as operações na Colômbia com um investimento de mais de R$ 53 milhões.
Em 2023, a empresa lançou o Nuvem Envio, especializado em soluções de logística e o Nuvem Pago, uma solução de meio de pagamento para pequenas e médias empresas de e-commerce. Em dezembro, adquiriu a Perfit, uma unidade de negócios focada em automação de marketing.
Em abril de 2024, anunciou a expansão de suas operações para o Chile e lançou a primeira edição do "Lançamentos Nuvemshop", uma página dedicada às novidades das empresas nas áreas de e-commerce, pagamentos, logística, marketing, design, gestão e educação.